# Rozella (növényfaj)
A rozella (Hibiscus sabdariffa) a mályvafélék (Malvaceae) családjának hibiszkusz (Hibiscus) nemzetségébe tartozó cserjefaj.
További elnevezései: afrikai mályva, ehető hibiszkusz, mályvacserje, karkadé, pampola, papoula, pampulha, pirossóska, red sorrel, roselle, szudáni hibiszkusz, teahibiszkusz, vadhibiszkusz, vad-rozella.

## Származása, elterjedése
Eredeti hazája Indiától Malajziáig terjedt; mára a világ valamennyi trópusi–szubtrópusi táján és a meleg mérsékelt égövben is termesztik.

## Megjelenése, felépítése
Fásodó szárú, 1–2,5 m magasra növő cserje. Felálló szára alul erősen elágazik; pirosas–bordó hajtásai is felállók.
7,5–12 cm hosszú, keskeny levelei magánosan állnak. A levelek alul tojásdad alakúak ép szélűek, feljebb a száron háromkaréjúakká válnak.
Tölcsér alakú, jellemzően sápadt sárga virágai legfeljebb 10 cm szélesre nyílnak; a torkuk mélybordó. Piros csészelevelei a sárga szirmok lehullása után megvastagodnak.
Toktermését körbeveszi a csésze. A gyümölcs lényegében a növény magtokja a húsos virágkelyhekben. Ezek a fényes piros tokok mintegy 3,5 cm-esek.

## Életmódja, termőhelye
Évelő, de gyakorta egynyári növényként termesztik.

## Felhasználása
A növény minden része ehető.
A gyümölcsöt a karibi térségben vízben főzik, hogy üdítő, áfonyaszínű teát nyerjenek belőle. Ugyanitt sörrel kombinálva is forgalomazzák. Használják még:
- salátákban,
- lekvárokban (ilyen a híres jamaicai Rosella jam),
- mártásokban,
- levesekben,
- italokban,
- egyes indiai fűszerkeverékekben,
- csemegeuborkák, gyümölcslepények, pudingok, szirupok és borok ízesítéséhez.

A szárított és porított rozellát íze és színe miatt gyógyteákhoz adják; ilyen tea például a Red Zinger.
Virágai is ehetők, ízük a citrusfélékére emlékeztet.
Leveleinek íze a rebarbaráéra emlékeztet: salátákba és curry-be teszik őket.
A nagy tápértékű magok sütve a legfinomabbak, vagy őrölten liszt helyett sütéshez használhatjuk őket. Szudánban a magokat erjesztik és „furundu” néven húshelyettesítőként használják.

## Gyógyhatása
Egy 2015-ben elvégzett átfogó tanulmány (metaanalízis) szerint a rozella hatékonyan alkalmazható magas vérnyomás kezelésére.

## Változatai
- H. sabdariffa altissima: rostjáért termesztik, főképp Indiában, a Gangesz völgyében (emellett fogyasztják is. Újabban Malajziában is termesztik.
- H. sabdariffa sabdariffa: ehető virágáért és terméséért nevelik.

## Termesztői
A legnagyobb termelők:
- Kína,
- Thaiföld,
- Szudán,
- Mexikó,
- Egyiptom,
- Szenegál,
- Tanzánia,
- Mali és
- Jamaica.

### Gyógyhatása
A rozella virágainak vízhajtó és a keringési rendszert védő tulajdonságai vannak. Csökkentik a vérnyomást és baktériumölő hatásuk is ismert. Görcsoldóként, valamint felső légúti (orr, torok) hurutok csökkentésére alkalmazzák.
Az előírt adagokat betartó fogyasztóknál az egyéni túlérzékenységet leszámítva eleddig semmiféle káros, mérgező hatását nem jelezték.
Thaiföldön teának isszák, és koleszterint csökkentő hatást tulajdonítanak neki. A virágkelyhekben sok a:
- kalcium,
- niacin,
- riboflavin és
- vas.